# Georges-Armand Masson
Pour les articles homonymes, voir Masson.
Georges-Armand Masson est un journaliste, écrivain et peintre français, né le 29 mai 1892 à Paris, mort le 1er novembre 1977.

## Biographie
Georges-Armand Masson entre comme journaliste au Canard enchaîné dans les années 1920. Il est également journaliste à La Caravane, Paris Plaisirs, La Vie parisienne et à Lutetia.
Il crée en 1954 le Salon du dessin et de la peinture à l'eau, avec les peintres Henri Cadiou, André Dunoyer de Segonzac,  André Hambourg, André Jacquemin, André Lhote, Jacques Villon, etc. Directeur des Beaux-Arts, musées, bibliothèques et édifices religieux du département de la Seine, il est également l'auteur de nombreux monotypes et aquarelles.
Son petit-fils est Daniel Solnon, peintre.

## Citations
- « Quand une femme se tait, c'est qu'elle va dire quelque chose. » Issu de « L'amour de “Ah !” à “Zut !” »
- « Le défaut du capitalisme, c’est qu’il répartit inégalement la richesse. La qualité du socialisme, c’est qu’il répartit également la misère. »[réf. souhaitée]
- « Ce n'est pas un objet qui nous appartient qui nous rend heureux. C'est de savoir que les autres le trouvent aimable. »[réf. souhaitée]
- « Le serment d'amour est la forme sentimentale du chèque sans provision »[1]
- « Juste histoire que je me tape l'alarme. »

## Publications
- Soliveau ou le parfait parlementaire, éditions Baudinière, Paris, 1923
- La Mille et Unième Nuit, éditions de la revue Intellectualiste, 1919
- Anatole France, éd. de la Nouvelle Revue Critique, 1924
- Georges-Armand ou le parfait plagiaire (pastiches de Maurice Maeterlinck, Anna de Noailles, Jean Giraudoux, Paul Claudel, André Gide, Jean Cocteau etc.), éditions du Siècle, 1924
- L'Art d'accommoder les classiques, éditions du Siècle, 1924. Prix de l'humour 1925
- Criquette ou l'École du libertinage, Le Siècle, Paris, 1925
- Tableau de la mode, illustré par Marcel Vertès, éditions de la Nouvelle Revue Française, 1926
- Radio quand tu nous tiens, illustré par Luc By, éditions Armand Fleury, 1931
- Dagobert IV ou des Dangers de la Vie Sédentaire, Maux Historiques VII, Les Laboratoires de la Passiflorine, 1933
- A la façon de, pastiches, Pierre Ducray, 1950
- C'est pas beau de copier. Nouveaux pastiches de Corneille à Minou Drouet (Jean Cocteau, Nicolas Boileau, le Livre de Job, Françoise Sagan, Paul-Jean Toulet, Paul Valéry, Charles Vildrac, Paul Géraldy, Pierre Corneille, Minou Drouet, Jonathan Swift, le général de Gaulle, Alfred de Vigny, Jean Rostand, Albert Simonin, Jean de La Bruyère, Daniel-Rops, Simone de Beauvoir, Marcel Jouhandeau, Paul Mousset, Roger Peyrefitte), Pierre Amiot, 1956
- Chorceaux moisis. L'histoire farfelue de la genèse aux temps modernes, Stock, 1958. Prix Alphonse Allais 1959
- L'Amour de « Ah » jusqu'à « Zut ! » (amour et humour), Stock, 1960.